# Episodi di Toradora!

Copertina del cofanetto Dynit con i DVD della serie. In primo piano: Ryūji Takasu e Taiga Aisaka. Sullo sfondo (da sinistra): Ami Kawashima, Yūsaku Kitamura e Minori Kushieda

Questa è la lista degli episodi di Toradora!, anime basato sull'omonima serie di light novel scritta da Yuyuko Takemiya e illustrata da Yasu. La produzione è affidata allo studio d'animazione J.C.Staff con regia a cura di Tatsuyuki Nagai. La storia percorre la vita di Ryūji Takasu, uno studente delle superiori creduto un delinquente a causa del suo sguardo intimidatorio, e di come la sua vita cambi in seguito all'incontro con la sua compagna di classe Taiga Aisaka conosciuta per il suo atteggiamento negativo nei confronti delle persone eccetto i suoi amici stretti.
Gli episodi sono stati trasmessi in Giappone su TV Tokyo dal 2 ottobre 2008 al 26 marzo 2009. La messa in onda è successivamente cominciata anche sulle reti AT-X, TV Aichi, TV Hokkaido, TV Osaka, TV Setouchi e TVQ Kyushu Broadcasting. Il primo DVD della serie, che contiene i primi quattro episodi, è stato pubblicato da King Records a partire dal 21 gennaio 2009, in edizione regolare ed edizione limitata. A questo hanno fatto seguito altri sette DVD, contenenti ognuno tre episodi della serie, con pubblicazione fra il 25 febbraio ed il 26 agosto 2009, anch'essi in edizione regolare ed edizione limitata. Il 21 dicembre 2011 è stato pubblicato un box dell'edizione Blu-ray della serie TV e con esso è stato pubblicato un nuovo episodio inedito.
In Italia i diritti sono stati acquistati da Dynit; la serie è pubblicata su quattro DVD che contengono anche l'OAV Toradora! SOS. Gli episodi sono stati trasmessi in prima visione su Rai 4 dal 28 aprile al 13 ottobre 2011. Dynit si è vista poi interessata all'acquisto dell'episodio inedito contenuto nei Blu-ray, ma per il momento non vengono concessi i diritti per l'estero.
Le sigle di apertura sono Pre-Parade (プレパレード?) per gli ep. 2-16, di Rie Kugimiya (Taiga Aisaka), Yui Horie (Minori Kushieda) e Eri Kitamura (Ami Kawashima), e silky heart per gli ep. 17-24, di Yui Horie (Minori Kushieda). Quelle di chiusura sono Vanilla Salt (バニラソルト?) per gli ep. 1-16, di Yui Horie, e Orange (オレンジ?) per gli ep. 17-25, di Rie Kugimiya, Yui Horie e Eri Kitamura, ad eccezione dell'ep. 19 in cui viene utilizzata Holy Night (ホーリーナイト?), cantata dalle doppiatrici giapponesi di Taiga e Ami.

## Lista episodi
| Nº | Titolo italiano Giapponese 「Kanji」 - Rōmaji | In onda          | In onda           |
| Nº | Titolo italiano Giapponese 「Kanji」 - Rōmaji | Giapponese       | Italiano          |
| 1  | La Tigre e il Drago 「虎と竜」 - Tora to Ryū | 2 ottobre 2008   | 28 aprile 2011    |
| 1  | Inizia il nuovo anno scolastico e Ryūji Takasu ha come compagni di classe Yūsaku Kitamura (il suo migliore amico), Minori Kushieda (la ragazza di cui è innamorato) e Taiga Aisaka (una ragazza dal carattere violento, soprannominata "la tigre palmare" ed amica del cuore di Minori). Ryūji, dopo uno scontro fortuito nel corridoio con Taiga, si accorge che la ragazza è veramente molto aggressiva. Dopo le lezioni Ryūji trova nella sua cartella una lettera d'amore di Taiga indirizzata a Yūsaku. Taiga irrompe in casa di Ryūji per riprendersi la lettera ed a sua volta scopre che il ragazzo è innamorato di Minori. |                  |                   |
| 2  | Ryūji e Taiga 「竜児と大河」 - Ryūji to Taiga | 9 ottobre 2008   | 5 maggio 2011     |
| 2  | Taiga, che abita di fronte a Ryūji, è spesso in compagnia dal ragazzo che le prepara i pasti e l'aiuta a tenere in ordine la casa. I compagni di classe credono che stiano insieme, ma Taiga fa capire a tutti che tra loro due non c'è niente di particolare. Taiga, grazie ai consigli di Ryūji, trova il coraggio di dichiararsi a Yūsaku: il ragazzo però la considera solo come una grande amica. |                  |                   |
| 3  | La tua canzone 「君の歌」 - Kimi no uta | 16 ottobre 2008  | 12 maggio 2011    |
| 3  | Minori è impegnatissima con attività sportive e lavori part-time e per Ryūji è difficile trovare dei momenti per stare con lei. Una domenica mattina insieme a Taiga viene assunto nel supermercato dove lavora Minori; mentre Taiga effettua delle consegne incontra Yūsaku e, nel frattempo, Ryūji e Minori restano bloccati nel magazzino del supermercato. |                  |                   |
| 4  | L'espressione di quel momento 「あのときの顔」 - Ano toki no kao | 23 ottobre 2008  | 26 maggio 2011    |
| 4  | Ryūji scopre a casa di Taiga uno scatolone pieno di foto sfocate di Yūsaku perché Taiga si emoziona quando cerca di scattarle. Ryūji si offre di scattarne un po' per lei. Minori regala a Ryūji una sua foto ed il ragazzo scopre che Yūsaku ha sempre con sé una foto di Taiga. |                  |                   |
| 5  | Kawashima Ami 「かわしまあみ」 - Kawashima Ami | 30 ottobre 2008  | 2 giugno 2011     |
| 5  | Una nuova studentessa entra a fare parte della classe 2-C: si tratta di Ami Kawashima, amica d'infanzia di Yūsaku e modella per riviste di moda. Ami a prima vista è semplice e carina, ma la sua è solo una maschera. Già dal primo incontro ha un diverbio con Taiga: le due ragazze diventano così acerrime nemiche. |                  |                   |
| 6  | La vera me stessa 「ほんとの自分」 - Honto no jibun | 6 novembre 2008  | 9 giugno 2011     |
| 6  | Uno strano personaggio spaventa Ami che, per cercare un po' di protezione, trascorre una notte nell'appartamento di Taiga. Taiga sfrutta l'occasione per scattare delle foto che rivelano la vera natura di Ami e minaccia di mostrarle a tutti. Yūsaku chiede a Ryūji e Taiga di aiutare Ami a farsi dei veri amici, e tutti parteciperanno ad un'attività extrascolastica. Dopo aver messo in fuga il ragazzo che la tormenta, Ami chiede a Ryūji se si innamorerebbe di lei se mettesse in mostra il suo vero carattere. |                  |                   |
| 7  | L'apertura della piscina 「プールびらき」 - Pūru biraki | 13 novembre 2008 | 16 giugno 2011    |
| 7  | Ami è attratta da Ryūji e continua a tormentare Taiga credendo che anche lei sia innamorata del ragazzo. Apre la piscina scolastica e Taiga è sconvolta: non sa nuotare e il suo fisico minuto le causa un complesso che non le permette di essere a suo agio con gli altri ragazzi. Ryūji le prepara una modifica al costume, così anche lei potrà frequentare le lezioni. Ami, non sapendo che Taiga non sa nuotare, la getta in acqua: Ryūji la salva, ma tra Ami e Taiga nasce un furioso litigio che, su suggerimento di Minori, sarà risolto con una sfida sportiva. |                  |                   |
| 8  | Per il bene di chi? 「だれのため」 - Dare no tame | 20 novembre 2008 | 23 giugno 2011    |
| 8  | Ami e Taiga si sfideranno in piscina; a rendere più interessante la gara c'è una scommessa tra le due: se Ami vince trascorrerà l'estate nella sua villa al mare da sola con Ryūji. Taiga, sotto la supervisione di Ryūji, si allena duramente e nonostante le difficoltà causate dal maltempo può gareggiare alla pari con Ami. Durante la sfida Ryūji rischia di affogare e viene salvato da Taiga. La gara è vinta da Ami, ma il suo piano di rimanere da sola con Ryūji sfuma: Yūsaku, Minori e Taiga andranno al mare con loro. |                  |                   |
| 9  | Quando si parla di andare al mare, tu… 「海にいこうと君は」 - Umi ni ikō to kimi wa | 27 novembre 2008 | 30 giugno 2011    |
| 9  | Ryūji e Taiga cercano di creare delle occasioni per restare con la persona amata. Taiga fa parecchi riferimenti a storie horror per terrorizzare Minori e creare una situazione ideale per far intervenire Ryūji a consolarla. Ryūji avrà comunque l'occasione di rimanere solo con Minori ed anche Taiga avrà il suo momento con Yūsaku. Nella notte una strana apparizione terrorizza Ryūji e Taiga. |                  |                   |
| 10 | Fuochi d'artificio 「花火」 - Hanabi | 4 dicembre 2008  | 2 luglio 2011     |
| 10 | Yūsaku si allea con Taiga e Ryūji per spaventare Minori. Il nuovo piano prevede, con l'aiuto di Ami, una gita a una misteriosa e buia caverna. Qui i ragazzi si dividono; Ami e Ryūji restano soli ed Ami tenterà di convincere il ragazzo a lasciar perdere Minori e di mettersi insieme a lei. Minori scompare: tutti credono che sia stata veramente rapita da un fantasma e la cercano preoccupati. La vacanza termina con uno spettacolo di fuochi artificiali sulla spiaggia, durante il quale Minori chiede a Ryūji perché voleva farle del male raccontandole storie paurose. |                  |                   |
| 11 | Il festival culturale della scuola superiore Ohashi (1ª parte) 「大橋高校文化祭・前編」 - Ōhashi kōkō bunkasai - Zenpen | 11 dicembre 2008 | 9 luglio 2011     |
| 11 | Riprende la scuola e la prima attività è l'organizzazione del Festival Culturale. La classe 2-C metterà in scena una recita insolita, il cui copione non entusiasma Taiga e Ryūji. Il padre di Taiga si presenta in città e chiede l'aiuto di Ryūji (pensando che stia insieme alla figlia) per poter avere un incontro con Taiga. La ragazza non vuole rivedere il padre e lo scaccia brutalmente: soltanto le parole di Ryūji la convinceranno a dargli una seconda opportunità. |                  |                   |
| 12 | Il festival culturale della scuola superiore Ohashi (2ª parte) 「大橋高校文化祭・中編」 - Ōhashi Kōkō Bunkasai - Chūhen | 17 dicembre 2008 | 21 luglio 2011    |
| 12 | Si avvicina il giorno del festival e gli studenti della classe 2-C si stanno impegnando al massimo per mettere in scena uno spettacolo memorabile. I rapporti tra i ragazzi, però, si stanno rovinando: Ryūji e Minori litigano sul comportamento del padre di Taiga, quest'ultima dovrebbe trasferirsi con suo padre in una casa lontana da Ryūji e sua madre (che la considera come un componente della sua famiglia). Durante il festival, inoltre, il padre di Taiga non si fa vedere né sentire. |                  |                   |
| 13 | Il festival culturale della scuola superiore Ohashi (3ª parte) 「大橋高校文化祭・後篇」 - Ōhashi Kōkō Bunkasai - Kōhen | 24 dicembre 2008 | 28 luglio 2011    |
| 13 | Il festival si sta concludendo e per gli studenti della classe 2-C è un successo: la recita è risultata la migliore di tutto l'Istituto, Taiga vincerà il "Miss Contest" e Ryūji e Minori taglieranno insieme il traguardo della corsa campestre. Anche i rapporti tra i ragazzi migliorano: Ryūji e Minori si chiariscono e si chiedono scusa a vicenda, Taiga non si trasferirà e riuscirà perfino a ballare con Yūsaku. L'unica nota stonata è il padre di Taiga che non si è mai fatto vedere a sostenere la figlia e pare scomparso. |                  |                   |
| 14 | La tigre palmare della felicità 「しあわせの手乗りタイガー」 - Shiawase no Tenori Taigā | 7 gennaio 2009   | 4 agosto 2011     |
| 14 | Al rientro a scuola Taiga scopre di essere oggetto di una superstizione: pare che chiunque sia toccato dalla Tigre Palmare possa esaudire i suoi desideri ed ottenere fortune inaspettate. Taiga è irritata dalle attenzioni che le rivolgono i suoi compagni di scuola e non esita ad allontanare gli scocciatori con le cattive. Gli eventi, però, sembrano confermare la superstizione. |                  |                   |
| 15 | Le stelle, come sono lontane 「星は、遠く」 - Hoshi wa, tōku | 14 gennaio 2009  | 11 agosto 2011    |
| 15 | Yūsaku è apatico e si comporta in maniera strana. Si avvicinano le elezioni del Consiglio studentesco e ha dichiarato di non volersi ricandidare. Minori propone di andare a trovarlo a casa per parlargli. All'appello risponde solo Ryūji, ma Yūsaku è a casa di Ryūji insieme a Taiga. Taiga confida a Ryūji di non essere stata in grado di aiutare Yūsaku e di sentirlo lontano e crede che il ragazzo dica di non volersi ricandidare perché in realtà lo desidera fortemente. Taiga, per scuotere Yūsaku, deciderà di candidarsi alla presidenza del Consiglio studentesco. |                  |                   |
| 16 | Un passo avanti 「踏み出す一歩」 - Fumidasu ippo | 21 gennaio 2009  | 18 agosto 2011    |
| 16 | Sumire si trasferirà in America. Questo è il motivo dello strano comportamento di Yūsaku, che si è innamorato di lei. Taiga insiste nel suo piano per farsi eleggere presidente ma saranno le parole di Sumire a convincere Yūsaku a candidarsi. Al posto del comizio Yūsaku fa una dichiarazione a Sumire, che pare alquanto fredda. Taiga accusa Sumire di non volere dare una risposta a Yūsaku e la sfida a duello. Le due avranno un duro scontro, ma durante la loro lotta tutta la classe (Yūsaku compreso) saprà per quale motivo Sumire non ha voluto dare una risposta netta a Yūsaku. |                  |                   |
| 17 | Mercurio retrogrado a Natale 「クリスマスに水星は逆行する」 - Kurisumasu ni Suisei wa gyakkōsuru | 28 gennaio 2009  | 25 agosto 2011    |
| 17 | L'aria di Natale ha effetto su Taiga, che al rientro a scuola non è più aggressiva ed ha voglia di impegnarsi per la felicità di chi le sta vicino. La classe organizzerà una festa per la vigilia di Natale e Taiga viene nominata leader del comitato per i preparativi. Yūsaku, dopo la sua dichiarazione, sembra riprendersi: gli amici cercheranno di farlo stare vicino a Taiga nella speranza che i due si mettano insieme. Questo piano non convince Maya, ed anche Ryūji sembra dispiaciuto all'idea. Taiga da parte sua si impegnerà per tirare su il morale di Minori, che è apatica e turbata, nella speranza che Ryūji possa dichiararsi. |                  |                   |
| 18 | Sotto l'abete 「もみの木の下で」 - Momi no ki no shita de | 4 febbraio 2009  | 1º settembre 2011 |
| 18 | Fervono i preparativi per la festa natalizia, ma bisogna concentrarsi anche sulle prove di valutazione per la fine del trimestre. I compagni di classe fanno di tutto per far stare da soli Yūsaku e Taiga. Ami si è accorta che Ryūji sembra triste all'idea che Taiga e Yūsaku stiano insieme e gli propone nuovamente di darle una possibilità. Nel frattempo Minori non si fa vedere, ha sempre troppi impegni con la squadra di softball e rifiuta tutti gli inviti di Taiga e Ryūji. Durante gli allenamenti uno dei suoi lanci distrugge l'abete che era appena stato preparato per la festa: Minori è disperata e, nonostante l'invito di Ryūji, non si presenterà alla festa. |                  |                   |
| 19 | Festa nella Notte Santa 「聖夜祭」 - Seiyasai | 11 febbraio 2009 | 8 settembre 2011  |
| 19 | Alla festa di Natale della scuola Ryūji e Taiga sono elegantissimi: Taiga ha donato un vestito del padre a Ryūji perché possa far colpo su Minori. Durante la festa Taiga ed Ami stupiscono tutti con un'esibizione canora a sorpresa. Taiga cerca di convincere Minori ad andare alla festa, mentre Ryūji organizza una sorpresa per Taiga. La "tigre", contenta per il gesto di Ryūji, spinge il ragazzo ad andare a scuola ad aspettare Minori: rimasta sola si rende conto di essersi affezionata a lui e scoppia in un pianto disperato. Minori la vede e subito dopo incontra Ryūji: ha capito di piacergli, ma non vuole legami sentimentali e preferisce rimanere da sola (anche se è interessata a lui). |                  |                   |
| 20 | Così, per sempre 「ずっと、このまま」 - Zutto, kono mama | 18 febbraio 2009 | 15 settembre 2011 |
| 20 | L'anno nuovo non sembra iniziare bene: Ryūji è stato in ospedale per una brutta influenza, Taiga ha deciso di non frequentare più casa Takasu perché convinta che Minori si sia tirata indietro con Ryūji a causa sua e la gita scolastica sarà in montagna anziché al mare perché l'albergo che doveva ospitare gli studenti è stato distrutto da un incendio. Taiga, anche se vuole bene a Ryūji, farà l'impossibile per far cambiare idea a Minori (che inizia a dimostrare il suo affetto verso Ryūji). Taiga crede in Ryūji, pensa che si meriti l'amore di Minori ed è certa che i sentimenti del ragazzo siano ricambiati. La scuola Ohashi parte per la gita: questa è l'ultima occasione che hanno gli studenti della classe 2-C per stare tutti insieme prima del nuovo anno scolastico che porterà anche il cambio della composizione delle classi. |                  |                   |
| 21 | A qualunque costo 「どうしたって」 - Dōshitatte | 25 febbraio 2009 | 15 settembre 2011 |
| 21 | Anche la gita non inizia sotto i migliori auspici. I ragazzi non perdono l'occasione per litigare: Maya vorrebbe stare sola con Yūsaku ma Noto non è d'accordo e scoppia una lite tra i due. La sera è la volta di Minori ed Ami: quest'ultima rivela alle amiche che Minori ha scaricato Ryūji cercando il battibecco con lei, ma Minori rimane calma ed accetta le scuse di Ami. Il mattino successivo, dopo un banale incidente di sci, Ami attacca duramente Minori che reagisce. Le ragazze vengono alle mani e durante la lotta Minori perde quello che doveva essere il suo regalo di Natale di Ryūji: un fermacapelli che Taiga le aveva consegnato senza dirle la provenienza. Taiga cerca di recuperarlo, ma scivola lungo un ripido sentiero. La sera Taiga non è tornata, e Minori insieme a Ryūji e Yūsaku escono a cercarla. Minori trova le tracce dello slittino di Taiga e Ryūji scende lungo il sentiero. Taiga è a terra ferita, semi svenuta e quasi ricoperta di neve: credendo che sia Yūsaku a salvarla gli confessa di essersi innamorata di Ryūji. |                  |                   |
| 22 | Un panorama dove sei anche tu 「君のいる景色」 - Kimi no iru keshiki | 4 marzo 2009     | 22 settembre 2011 |
| 22 | Dopo la gita Taiga è in convalescenza dalla madre, anche se la ferita è meno grave di quanto sembrasse. Minori è di nuovo impegnatissima: è il capitano della nuova squadra di softball ed ha trovato un altro lavoro part-time oltre a quelli che già aveva. La ragazza si è accorta che Ryūji si è affezionato a Taiga, ed è disposta a farsi da parte per non far soffrire i suoi amici. Ryūji, che non ha notizie di Taiga, è molto preoccupato. Taiga bussa alla porta di casa Takasu perché ha perso le chiavi e cerca di rientrare nel suo appartamento: vede lo scatolone che Ryūji ha preparato con il materiale per Minori e si preoccupa di come vadano le cose tra i due. Taiga chiede a Ryūji di non tenere conto delle frasi dette da lei mentre era semi svenuta, perché probabilmente sognava. Ryūji le tiene la parte: dice a Taiga che durante il recupero non ha detto niente e che comunque è stato Yūsaku a salvarla. |                  |                   |
| 23 | La strada da percorrere 「進むべき道」 - Susumu beki michi | 11 marzo 2009    | 29 settembre 2011 |
| 23 | L'anno scolastico sta per terminare e Taiga e Ryūji non hanno ancora scelto il piano di studi. A loro si aggiunge Ami, che da molto tempo vorrebbe lasciare l'Istituto Ohashi perché non si trova bene. Yasuko (la madre di Ryūji) si è ammalata: Taiga e Ryūji la sostituiscono nel suo lavoro part-time in una pasticceria la vigilia di San Valentino, e grazie all'aiuto di Ami riescono a vendere tutte le confezioni di cioccolata. Il giorno di San Valentino Taiga regala la sua cioccolata ad Ami, Minori, Yūsaku e Ryūji per quanto hanno fatto per lei. Taiga ringrazia Yūsaku per averla salvata, ma Minori sa che è stato Ryūji e che Taiga ha detto di essersi innamorata di lui. Taiga, che non vuole ammettere quello che prova per Ryūji per non ferire Minori, ha una discussione con lei. Taiga fugge piangendo: Minori intende raggiungerla e vorrebbe che Ryūji venisse con lei. Il ragazzo non sa se muoversi o no, perché ha paura della reazione di Taiga. |                  |                   |
| 24 | La dichiarazione 「告白」 - Kokuhaku | 18 marzo 2009    | 6 ottobre 2011    |
| 24 | Minori e Ryūji inseguono Taiga che sta scappando dalla scuola: non riescono a raggiungerla, ma Taiga sente Minori che spiega che la felicità la si costruisce con le proprie mani. Durante la corsa Minori si ferisce: Ryūji la accompagna in infermeria e qui Minori gli confessa che anche se è innamorata di lui lo lascerà libero di andare con Taiga. Ryūji torna alla pasticceria per terminare il lavoro, e qui lo raggiunge Taiga; alla fine della giornata i ragazzi hanno una discussione con le loro madri e fuggono. In maniera rocambolesca Ryūji e Taiga si fanno una reciproca dichiarazione d'amore, e prendono la decisione di scappare di casa ed attendere che Ryūji compia 18 anni per sposarsi. Gli amici li aiutano in tutti i modi: Ami offre la casa al mare e Minori dona loro tutti i suoi risparmi per l'università. Ryūji torna a casa per preparare i bagagli, ma non trova nessuno: solo un biglietto della madre che gli dice di presentarsi dai suoi nonni con l'orologio che aveva rubato quando lei stessa era fuggita di casa. |                  |                   |
| 25 | Toradora! 「とらドラ！」 - Toradora! | 25 marzo 2009    | 13 ottobre 2011   |
| 25 | La fuga di Taiga e Ryūji si conclude a casa dei nonni Takasu: qui li raggiunge Yasuko, preoccupata per le sorti del figlio. Una volta a casa dei genitori Yasuko riesce a fare pace con loro che non vedeva da più di 17 anni, da quando era fuggita di casa incinta dopo essere stata abbandonata dal suo ragazzo. Taiga e Ryūji trascorrono la notte nella stessa camera, e Taiga (mettendo in scena una specie di matrimonio) dice a Ryūji che loro sono proprio come la tigre ed il drago: destinati a stare sempre uno accanto all'altro e per questo non c'è bisogno di farsi promesse definitive né di accelerare i tempi del matrimonio. Yasuko, Ryūji e Taiga tornano alle loro case, ma Taiga andrà a vivere con la madre per diventare più forte e riappacificarsi con lei ritirandosi dalla scuola Ohashi: lascerà soltanto una lettera per Ryūji. Il tempo passa, nessuno ha più avuto notizie di Taiga e si arriva alla cerimonia di consegna dei diplomi con gli studenti della ex classe 2-C (ora al terzo anno) che inizieranno il loro percorso universitario o lavorativo, ma improvvisamente Ryūji nota Taiga vicina alla finestra della loro vecchia classe, e, raggiungendola, la trova in un armadietto. Così, Ryūji si dichiara, e Taiga, imbarazzata, gli dà un colpo alla testa. |                  |                   |